# Jozias van Aartsen
Jozias Johannes van Aartsen (ur. 25 grudnia 1947 w Hadze) – holenderski polityk i urzędnik państwowy, w latach 2006–2008 lider Partii Ludowej na rzecz Wolności i Demokracji (VVD), od 1994 do 1998 minister rolnictwa, w latach 1998–2002 minister spraw zagranicznych, burmistrz Hagi.

## Życiorys
Kształcił się na wydziale prawa Vrije Universiteit Amsterdam, jednak studiów nie ukończył. Zaangażował się w działalność polityczną w ramach Partii Ludowej na rzecz Wolności i Demokracji, w 1970 został etatowym pracownikiem VVD. Był zatrudniony we frakcji tego ugrupowania w Tweede Kamer oraz jako dyrektor związanej z nią fundacji. Od 1979 do 1983 kierował biurem sekretarza generalnego ministerstwa spraw wewnętrznych, następnie był zastępcą sekretarza generalnego tego resortu (do 1985) i sekretarzem generalnym (do 1994).
Z rekomendacji swojego ugrupowania wchodził w skład rządów Wima Koka. Od sierpnia 1994 do sierpnia 1998 sprawował urząd ministra rolnictwa, po czym do lipca 2002 pełnił funkcję ministra spraw zagranicznych. W 1998, 2002 i 2003 wybierany na posła do Tweede Kamer. W latach 2003–2006 przewodniczył klubowi deputowanych Partii Ludowej na rzecz Wolności i Demokracji, a od 2004 był jednocześnie liderem tego ugrupowania. W 2006 w roli tej został zastąpiony przez Marka Rutte.
W marcu 2008 Jozias van Aartsen objął urząd burmistrza Hagi. Sprawował go do marca 2017. W tym samym roku został czasowo królewskim komisarzem dla prowincji Drenthe, od 2017 do 2018 był pełniącym obowiązki burmistrza Amsterdamu.
W 2002 odznaczony Krzyżem Komandorskim z Gwiazdą Orderu Zasługi Rzeczypospolitej Polskiej.